# Statsdannelsesdag i Slovenien
Statsdannelsesdag i Slovenien (slovensk: Dan državnosti) er en national helligdag, der markeres den 25. juni i Slovenien for at fejre landets erklæring om uafhængighed fra Jugoslavien i 1991. Selv om den formelle uafhængighedserklæring ikke kom før den 26. juni 1991, anses statsdannelsesdagen for være den 25. juni, da det var denne dato, at de oprindelige akter om uafhængighed blev vedtaget, og Slovenien blev uafhængig. Sloveniens erklæring startede Tidageskrigen med det resterende Jugoslavien, der resulterede i rest-Jugoslaviens anerkendelse af et uafhængigt Slovenien.
Statsdannelsedagen må ikke forveksles med Sloveniens uafhængigheds- og enhedsdag, der fejres hvert år den 26. december til minde om den 26. december 1990, hvor den officielle proklamation fandt sted af resultaterne af folkeafstemningen, hvor 88,5% af alle slovenske vælgere stemte for Slovenien som en suveræn nation.
Kroatien erklærede uafhængighed fra Jugoslavien på samme tid og fejrer også sin statsdannelsedag den 25. juni. Kroatien fejrer dog uafhængighedsdagen på en anden dag, den 8. oktober.